# 苗天
苗天（1925年12月6日—2005年2月19日），本名苗延林，生於江蘇銅山，銅山師範學校畢業，徐州美專肄業，台灣、香港1960年代－1990年代著名演技派電影、電視劇演員，多飾演反派角色。其女苗永芳也曾於演藝圈發展。

## 經歷
1941年苗天響應十萬青年十萬軍，加入中華民國青年軍202師政治隊，演出舞台劇。1948年苗天隨中華民國青年軍來台，當過小學教師，1956年考入中國電影製片廠擔任電影幕後，首部演出電影是中央電影公司《長風萬里》。
1967年胡金銓執導武俠片《龍門客棧》，原定由歐威演出大檔頭，但歐威臨時撞期不克演出，攝影師推薦原任場記的苗天上陣，苗天意外走紅。1974年苗天至香港演出李翰祥執導的清宮劇電影《傾國傾城》和《瀛台泣血》飾演太監李蓮英，及戰爭片《英烈千秋》飾演第二次世界大戰日軍北平特務機官長松井 太久郎（まつい たくろう)，演技再受各界激賞。
晚年演藝生涯中，成為電影導演蔡明亮的固定班底演員。2005年2月19日，因淋巴癌逝世。

## 演出作品

### 電影
- 1956 	《馬車夫之戀》
- 1958 	《奔》
- 1967 	《貂蟬與呂布》 	Tiao Chan
- 1967 	《龍門客棧》 	Dragon Gate Inn
- 1968 	《手指拗出》 	Kung Fu Executioner
- 1968 	《江湖客》 	The Wandering Knight
- 1969 	《鐵娘子》 	Iron Petticoat（Iron Mistress）
- 1969 	《一代劍王》 	The Swordsman of All Swordsmen
- 1969 	《黑白道》 	The Brave and the evil
- 1970 	《俠女》 	A Touch of Zen
- 1970 	《烈火》 	The Great Passion
- 1971 	《劍》 	The Sword
- 1971 	《雙鎗王八妹》 	Woman Querrillero With Two Guns
- 1971 	《獨行大鏢客 》 	Magnificent Chivalry
- 1971 	《大煞星》 	Professional Killer
- 1971 	《萬里雄風》
- 1971 	《大漠英雄傳》 	Unsung Heroes of the Wilderness
- 1971 	《刺蠻王》
- 1972 	《燕子李三》 	Chivalous Robber Lee-San
- 1972 	《女拳師》 	A Girl Fighter
- 1972 	《龍虎豹》 	The Bold Three
- 1972 	《霸王拳》 	Furious Slaughter
- 1972 	《 江湖女兒 》
- 1972 	《 潮州怒漢 》
- 1972 	《鐵三角》 	Triangular Duel
- 1973 	《橫衝直撞女煞星》 	The Imprudent Iron Phoenix
- 1973 	《趕盡殺絕 》 	A Gathering of Heros
- 1973 	《 野虎 》
- 1973 	《怒火》 	Impetuous Fire
- 1973 	《突破死亡線》
- 1974 	《大摩天嶺》
- 1974 	《鬼馬兩金剛》 	Crazy Nuts of Kung Fu
- 1974 	《黑手金剛》 	Deadly Fists Kung Fu
- 1974 	《虎娃兒》 	A Fascinating Avenger Girl
- 1974 	《英雄榜》 	The File of Heroes
- 1974 	《珠江大風暴》 	Tornado of Chu Chiang
- 1974 	《英烈千秋》
- 1975 	《大千世界》 	My Wacky, Wacky World
- 1975 	《傾國傾城》 	The Empress Dowager
- 1976 	《瀛台泣血》 	The Last Tempest
- 1976 	《八道樓子》 	Seven-man Army
- 1976 	《陰陽有情天》
- 1976 	《少林木人巷》 	Shaolin Wooden Men
- 1976 	《黑龍會》 	Spy Ring Kokuryukai
- 1976 	《八百壯士》
- 1977 	《劍霜刃》 	Thousand Mile's Escort
- 1977 	《風雲人物》
- 1977 	《聖劍千秋》
- 1977 	《嬌嬌兵團》
- 1977 	《龍蛇俠影》
- 1978 	《真白蛇傳》 	Love of the White Snake
- 1978 	《天涯未歸人》
- 1978 	《洪文定與胡亞彪》
- 1978 	《蛇鶴八步》 	Snake & Crane Arts of Shaolin
- 1978 	《大饅頭與俏姑娘 》
- 1978 	《玉蜻蜓》 	The Murder of Murders
- 1978 	《戰天山》
- 1979 	《 醉猴女 》
- 1979 	《七十二煞星》 	The 72 Desperate Rebels
- 1979 	《百萬將軍一個兵》
- 1979 	《錦衣衛》
- 1980 	《有我無敵》
- 1980 	《皇天后土》 	The Coldest Winter in Peking
- 1980 	《一招半式闖江湖》 	Half a Loaf of Kung Fu
- 1980 	《浪子的眼淚》 	Prodigal's Tears
- 1980 	《 幽伶武士 》
- 1980 	《十萬大山風雲 》
- 1980 	《幽靈神功》
- 1980 	《地獄天堂》 	Those Days In the Heaven
- 1981 	《艷賊》 	Pink Thief
- 1981 	《皇帝與太監》 	The King and the Eunuch
- 1981 	《鐵漢鬥老千》
- 1981 	《天字第一號》
- 1982 	《白痴的歲月》
- 1983 	《追鬼七雄》 	The Trail
- 1983 	《活寶行大運 》
- 1983 	《星星知我心 》
- 1985 	《唐朝綺麗男》
- 1985 	《你追我跑 》
- 1987 	《赤腳天使 》
- 1988 	《女歡男愛 》
- 1990 	《阿嬰》
- 1992 	《青少年哪吒》 	Rebels of the Neon God
- 1996 	《漫畫王》 	The King of Comic
- 1997 	《河流》 	The River
- 1997 	《洞》 	The Hole
- 2001 	《你那邊幾點》 	What Time Is It There
- 2003 	《不散》 	Goodbye, Dragon Inn
- 2003 	《不見》 	The Missing

### 電視劇
- 1983年 台視《星星知我心》飾 馬保昌
- 1985年 台視《笑傲江湖》飾 任我行
- 1998年 民視 台灣作家劇場 - 春成的賠命錢 飾 老陳

## 獲獎紀錄
- 1997 	以《河流》獲得新加坡國際影展最佳男主角獎。

1997年，憑藉《河流》入圍第34屆金馬獎最佳男主角獎。

## 外部連結
- 台灣電影筆記－人物特寫－苗天
- 臺灣電影網－電影工作者－苗天